# Ulus (Bartın)
Ulus ist eine Stadt und ein Landkreis in der türkischen Provinz Bartın in der Schwarzmeerregion. Die Stadt beherbergt 17,8 % Prozent der Landkreisbevölkerung. Ulus ist mit 707 km² der zweitgrößte Landkreis der Provinz und hat mit 23 Einwohnern je km² die geringste Bevölkerungsdichte. Der Landkreis liegt im Südwesten der Provinz und grenzt an die Provinzen Karabük und Kastamonu. Der Landkreis besteht seit 1944 und wechselte 1991 von der Provinz Zonguldak in die neu gebildete Provinz Bartın. Neben der Kreisstadt (Merkez) existieren noch zwei weitere Städte: Abdipaşa (2619) und Kumluca (2076) sowie 68 Dörfer, von denen 30 mehr als der Durchschnitt (189) Einwohner haben. Die Skala der Einwohnerzahlen reicht von 563 (Zafer) herunter bis auf 56 (Bahçecik). Der städtische Bevölkerungsanteil liegt bei knapp 40 Prozent.